# 米塔普尔
米塔普尔（Mithapur），是印度古吉拉特邦Jamnagar县的一个城镇。总人口13558（2001年）。

## 人口
该地2001年总人口13558人，其中男性7041人，女性6517人；0—6岁人口1206人，其中男668人，女538人；识字率78.48%，其中男性为84.95%，女性为71.49%。